# 聖貢薩洛
22°49′37″S 43°03′14″W / 22.82694°S 43.05389°W

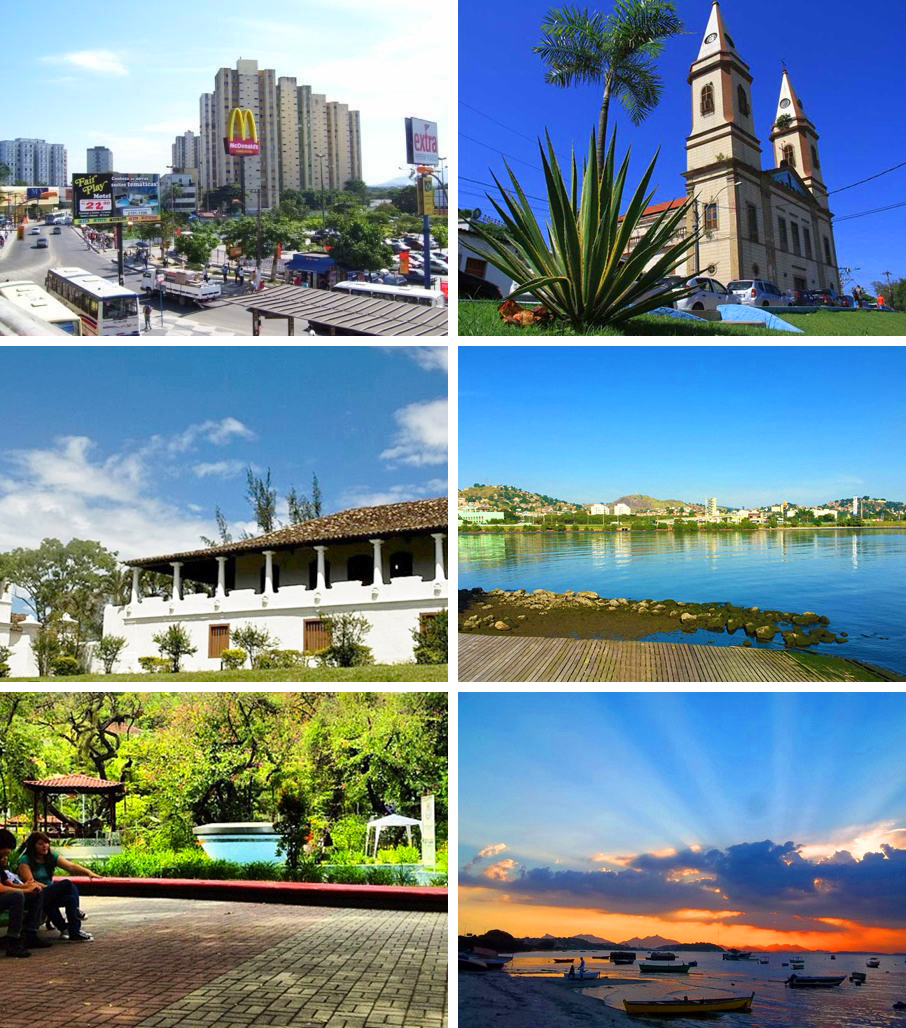
聖貢薩洛

聖貢薩洛（葡萄牙語：São Gonçalo）是巴西的城市，位於該國東南部，距離首府里約熱內盧20公里，由里約熱內盧州負責管轄，始建於1890年9月22日，面積249平方公里，海拔高度19米，受熱帶氣候影響，2006年人口973,372。